# 曾建平
曾建平，福建永定人，中华民国官員。
早年毕业于国立政治大学，民国29年冬接替张丹崖任霞浦县县长，在任时国民政府抓壮丁，曾建平为防止霞浦壮丁逃跑，用铁丝将壮丁手捆上，后搭载壮丁的渡船在去飞鸾的路上遇风浪，在盐田倾覆，28名壮丁无法逃生悉数淹死。曾为此感到颇为不安，遂于半年后辞职，县长一职由刘子兆接任。

## 家庭
其妻胡氏是胡文虎的侄女，与曾建平同为国立政治大学毕业，曾在霞浦县立中学任义务英语教师。